# Уелги (посёлок)
Уелги́ — упразднённый в 1995 году посёлок в Кунашакском районе Челябинской области России. На момент упразднения входил в состав Урукульского сельсовета.

## География
Располагался у северного берега озера Уелги, на расстоянии примерно 3 километров (по прямой) к юго-востоку от деревни Большая Тюлякова.

## История
В 1970-е и 1980-е годы в посёлке размешалась бригада 4-го отделения совхоза «Дружный».
Исключён из учётных данных постановлением областной думы № 307 от 21.12.1995 г.

## Население
| 1970 | 1977 | 1983 |
| ---- | ---- | ---- |
| 160  | ↘102 | ↘29  |